# Leslie Sánchez
Leslie Valeska Sánchez Lobos (Santiago, 17 de enero de 1984) es una abogada y profesora universitaria chilena, comisionada experta afiliada al partido político Partido Liberal de Chile (PL).

## Biografía

### Primeros años y estudios
Nacida en Santiago de Chile el 17 de enero de 1984. Realizó sus estudios superiores en la Universidad Católica de la Santísima Concepción, donde obtuvo la Licenciatura en Derecho, lo que le permitió titularse de abogada por la Corte Suprema de dicho país.
Posteriormente Leslie Sánchez Lobos obtuvo el magíster en Derecho Constitucional por Pontificia Universidad Católica de Chile y en 2017, ella obtuvo la titulación de doctora en Derecho por la misma universidad con la tesis doctoral llamada "El concepto de fiscalización parlamentaria en el ordenamiento constitucional chileno." en cotutela con el Programa de Doctorado en Estado de Derecho y Gobernanza Global de la Universidad de Salamanca. Los directores de su investigación fueran Sebastián Zárate (P.U.C. de Chile) y María Mercedes Iglesias (Salamanca).

### Carrera profesional
Fue asesora legislativa en el Senado de Chile entre los años de 2016 y 2021.
Ella ejerce como profesora de la Facultad de Derecho de la Universidad Diego Portales en el área de derecho constitucional desde 2021.
Leslie Sánchez ejerce como asesora del Ministerio del Interior y Seguridad Pública de Chile desde junio de 2022.

### Carrera política
El 23 de enero de 2023 el Senado de Chile ratificó su candidatura, patrocinada por la Partido Liberal de Chile, como miembro de la Comisión Experta del proceso constituyente chileno del año 2023.

## Historial electoral

### Elecciones parlamentarias de 2021
- Elecciones parlamentarias de 2021 a Diputados por el distrito 7 (Algarrobo, Cartagena, Casablanca, Concón, El Quisco, El Tabo, Isla de Pascua, Juan Fernández, San Antonio, Santo Domingo, Valparaíso y Viña del Mar)[4]

| Candidato                    | Pacto                   | Partido | Votos  | %   | Resultados |
| ---------------------------- | ----------------------- | ------- | ------ | --- | ---------- |
| Tomás Lagomarsino Guzmán     | Nuevo Pacto Social      | Ind-PR  | 26 349 | 7.4 | Diputado   |
| Jorge Brito Hasbún           | Apruebo Dignidad        | RD      | 23 358 | 6.6 | Diputado   |
| Andrés Celis Montt           | Chile Podemos Más       | RN      | 19 101 | 5.3 | Diputado   |
| Camila Rojas Valderrama      | Apruebo Dignidad        | COM     | 17 761 | 4.9 | Diputada   |
| Luis Sánchez Ossa            | Frente Social Cristiano | PRCh    | 16 347 | 4.6 | Diputado   |
| Hotuiti Teao Drago           | Chile Podemos Más       | Ind-EVO | 16 061 | 4.5 | Diputado   |
| Luis Cuello Peña y Lillo     | Apruebo Dignidad        | PCCh    | 13 305 | 3.7 | Diputado   |
| Tarek Giacamán Mahana        | Chile Podemos Más       | EVO     | 13 141 | 3.7 |            |
| Paul Sfeir Rubio             | Frente Social Cristiano | PRCh    | 8982   | 2.5 |            |
| Juan Pablo Rodríguez Oyarzun | Chile Podemos Más       | UDI     | 8840   | 2.5 |            |
| Jorge Castro Muñoz           | Chile Podemos Más       | UDI     | 8718   | 2.4 |            |
| Carmen Ibáñez Soto           | Chile Podemos Más       | RN      | 7692   | 2.2 |            |
| Constanza Valdés Contreras   | Apruebo Dignidad        | COM     | 7339   | 2.1 |            |
| Tomás De Rementería Venegas  | Nuevo Pacto Social      | Ind-PS  | 5820   | 1.6 | Diputado   |
| María de la Paz Riveros      | Chile Podemos Más       | EVO     | 5192   | 1.5 |            |
| Pedro Huichalaf Roa          | Nuevo Pacto Social      | PPD     | 2307   | 0.7 |            |
| Leslie Sanchez Lobos         | Nuevo Pacto Social      | PL      | 1450   | 0.4 |            |